# Huab
Der Huab ist ein 300 Kilometer langer ephemerer Trockenfluss (Rivier) im ehemaligen Damaraland im Westen Namibias.

## Hydrologie
Das Einzugsgebiet des Huab reicht von der Atlantikküste ostwärts über den südlichen Grootberg bis 50 km hinter Kamanjab im Norden und nach Süden bis etwa 20 km südlich von Fransfontein und Khorixas und umfasst 16.466 km². Der höchste Punkt des Einzugsgebiets liegt auf etwa 1600 m. Der Jahresniederschlag ist unregelmäßig und variiert von 0 mm an der Küste bis 350 mm im östlichen Einzugsgebiet, wobei nur etwa 13 % der Fläche einen Jahresniederschlag über 300 mm erfahren. In 80 % des Einzugsgebiets liegt die Niederschlagsmenge unter 100 mm/a. Insbesondere im Unterlauf und im Mündungsbereich des Huab befinden sich Grundwasseraustritte und größere Feuchtgebiete. Bedeutendster Zufluss ist der Aba-Huab, dessen Abfluss aber im Oberlauf durch zahlreiche Farmdämme abgefangen wird, so dass der Huab nur noch selten die Mündung erreicht.

## Vegetation und Fauna
Das Einzugsgebiet des Huab gehört zu 80 % zum Vegetationstyp der Mopane-Savanne, 20 % liegen im Bereich der zentralen Namib. Die Galeriewälder und Feuchtgebiete bestehen überwiegend aus Anabaum (Faidherbia albida), Tamariske (Tamarix), Kameldorn (Acacia erioloba), Slavadora, Mopane (Colophospermum mopane), Leadwood (Combretum imberbe) sowie Cyperus, Phragmites und Euclea. Diese üppige Vegetation in der sonst ariden Namib stellt eine wichtige Grundlage für den Wildbestand in der Namib dar. Neben zahlreichen Antilopenarten finden sich auch Elefant und Löwe an den Wasserstellen ein.

## Nutzung und Besiedlung
36 % des Einzugsgebiets des Huab verteilen sich auf 95 kommerzielle und private Farmen östlich von Khorixas und Fransfontein, wo die Jahresniederschläge über 300 mm liegen. 62 % des Einzugsgebiets sind Communal Land, während die restlichen 2 % in Bereich des Skeleton Coast Parks liegen. Während der östliche Teil des Einzugsgebiets akzeptable Bedingungen für Landwirtschaft bietet, erlaubt das aride Klima in den unteren Bereichen des Huab nur Wanderweidewirtschaft. Der kommerzielle Farmbetrieb und die Dämme im Bereich des Aba-Huab, der steigende Wasserverbrauch im östlichen Huabtal und in Khorixas sowie der erhöhte Weidedruck haben zu einem Absinken des Grundwasserspiegels im Unterlauf und zum Trockenfallen zahlreicher Quellen geführt. Diese Abnahme gefährdet zunehmend die Population der Wüstenelefanten, für die der Huab zusammen mit den anderen Rivieren die Lebensgrundlage darstellt.